# João Pedro Didoni Bonini
João Pedro Didoni Bonini (Maringá, 14 de agosto de 2007) é um tenista brasileiro que atua no circuito juvenil da ITF. Considerado um dos destaques da nova geração do tênis nacional, alcançou a posição de número 18 no ranking mundial juvenil da ITF em 2025. Bonini é campeão dos Jogos Pan-Americanos Juvenis de 2025 em Assunção, no saibro. Além de ter conquistado torneios internacionais nos níveis J100, J60 e J30, e de ter sido finalista em eventos de maior relevância como o J500 Banana Bowl e o J300 Salinas.

## Carreira

### Início no tênis
João Pedro Didoni Bonini nasceu em Maringá, Paraná, e atualmente reside em Londrina, no mesmo estado. Começou a se destacar no circuito juvenil a partir de 2023, competindo em torneios da ITF. Desde então, tem construído carreira ascendente no cenário internacional, sob a orientação de seu treinador Guilherme de Paula.

### Carreira juvenil

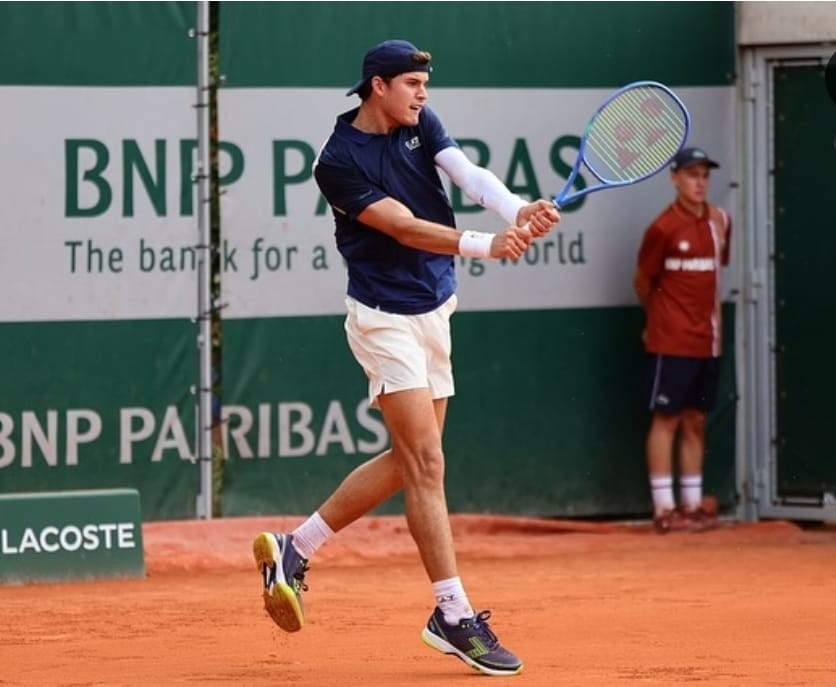
João Pedro em Roland Garros - junho de 2025

Em 2021, na época com 13 anos de idade, Bonini foi convocado para a Seleção Brasileira, representando o país no Campeonato Sul Americano, em Assunção, Paraguai.
Em 2023, Bonini conquistou seu primeiro título internacional, no torneio J30 de Serra Negra, realizado em quadra rápida no Brasil.  
Em 2024, venceu os torneios J100 de Cochabamba e J60 de Luque, ambos no saibro.  
Em 2025, teve campanha de destaque:

#### Grand Slam
- Participação no Roland-Garros juvenil, onde foi eliminado na 1ª rodada de simples e chegou à 2ª rodada nas duplas.[2]
- Participação no Wimbledon juvenil, onde disputou a 1ª rodada de simples e não jogou duplas.[3]

#### Torneios ITF
- Vice-campeonato no J500 Banana Bowl (Gaspar, Brasil) — derrotou o 2º cabeça-de-chave e foi citado pela Confederação Brasileira de Tênis na semifinal.[4]
- Vice-campeonato no J300 Salinas (Equador).
- Semifinalista no J300 de Medellín (Colômbia) e no J300 de Lima (Inka Bowl, Peru).
- Campeão do Pan-Americano Juvenil de Assunção (Paraguai), torneio J300 realizado no saibro.[5]

### Estilo de jogo
Bonini é destro, com atuação consistente no saibro, com boa capacidade de sustentação em trocas longas e resistência física acima da média.
Desde pequeno, trabalha com o objetivo de desenvolver um estilo agressivo a partir da linha de base. Seu jogo é caracterizado por um saque potente e uma direita forte, enquanto o backhand sólido contribui para um conjunto equilibrado.
Além dos aspectos técnicos, o preparo físico é um diferencial de Bonini em relação a muitos de seus adversários, permitindo-lhe manter intensidade e consistência ao longo das partidas.

## Jogos Pan-Americanos Júnior

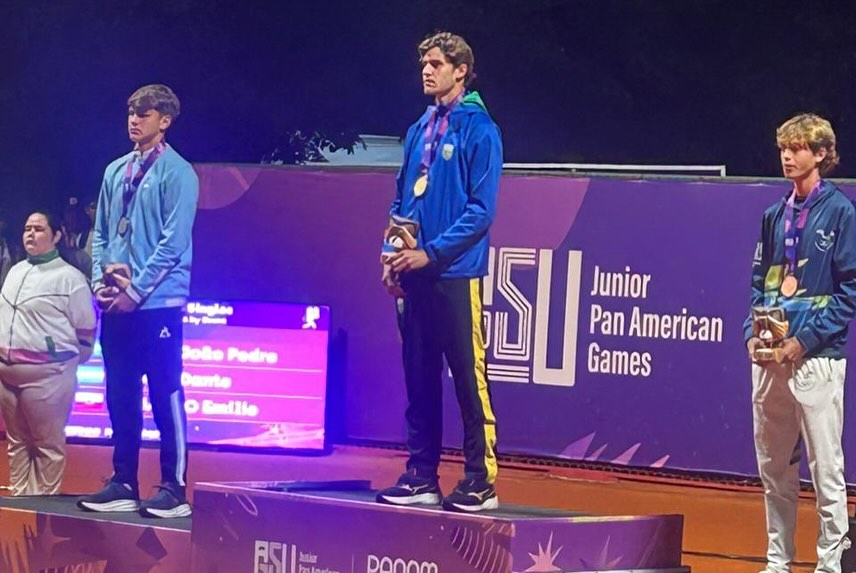
João Pedro - Premiação Pan Americano Juvenil - Assunción

Bonini representou o Brasil nos Jogos Pan-Americanos Júnior de 2025, em Assunção no Paraguai, apenas na categoria do Simples Individual Masculino. Ele apresentou uma ótima performance durante toda a competição, saindo invicto. Na final, terminou a competição em primeiro lugar, após vencer o argentino Dante Pagani por 2 sets a 1, com as respectivas parciais 3–6, 6–2, 6–3, conseguindo a medalha de ouro.

## Principais títulos

### Títulos de simples
| Ano  | Torneio                                     | Categoria | Piso      |
| ---- | ------------------------------------------- | --------- | --------- |
| 2025 | Pan-Americano Juvenil – Assunção (Paraguai) | J300      | Saibro    |
| 2024 | J100 Cochabamba (Bolívia)                   | J100      | Saibro    |
| 2024 | J60 Luque (Paraguai)                        | J60       | Saibro    |
| 2023 | J30 Serra Negra (Brasil)                    | J30       | Piso duro |

### Finais de simples
| Ano  | Torneio                   | Categoria | Resultado    |
| ---- | ------------------------- | --------- | ------------ |
| 2025 | J500 Banana Bowl (Brasil) | J500      | Vice‑campeão |
| 2025 | J300 Salinas (Equador)    | J300      | Vice‑campeão |

### Finais de duplas
| Ano  | Torneio               | Categoria | Resultado |
| ---- | --------------------- | --------- | --------- |
| 2024 | J300 Zapopan (México) | J300      | Finalista |

## Grand Slam Juvenil
| Ano  | Torneio              | Simples   | Duplas    |
| ---- | -------------------- | --------- | --------- |
| 2025 | Roland-Garros Junior | 1ª rodada | 2ª rodada |
| 2025 | Wimbledon Junior     | 1ª rodada | —         |

## Vida pessoal
Bonini mantém perfil público no Instagram, onde mostra treinos e competições. Patrocinado por marcas como Yonex e Emporio Armani, está entre os jovens promissores do tênis brasileiro.